# Nguyễn Minh Chữ
Nguyễn Minh Chữ (sinh 1946) là một Thiếu tướng Quân đội nhân dân Việt Nam. Ông từng giữ chức vụ Phó tư lệnh Quân khu 9 (1999-2006). Ông cũng là một đại biểu Quốc hội Việt Nam khóa 11, thuộc đoàn đại biểu Trà Vinh.

## Thân thế và sự nghiệp
Năm 1991, bổ nhiệm giữ chức Phó Tư lệnh về chính trị Quân đoàn 4
Năm 1995, bổ nhiệm giữ chức Tư lệnh Quân đoàn 4.
Năm 1999, bổ nhiệm giữ chức Phó Tư lệnh Quân khu 9
Thiếu tướng (1992)
Ông được phong danh hiệu Anh hùng lực lượng vũ trang nhân dân năm 1972.
Nghỉ hưu năm 2006.